# Бейкер (Каліфорнія)
Бейкер (англ. Baker) — переписна місцевість (CDP) в США, в окрузі Сан-Бернардіно штату Каліфорнія. Населення — 442 особи (2020).

## Географія
Бейкер розташований за координатами 35°16′37″ пн. ш. 116°4′18″ зх. д. / 35.27694° пн. ш. 116.07167° зх. д. (35.276918, -116.071735).  За даними Бюро перепису населення США в 2010 році переписна місцевість мала площу 6,96 км², уся площа — суходіл.

### Клімат
Громада знаходиться у зоні, котра характеризується кліматом тропічних пустель. Найтепліший місяць — липень із середньою температурою 34.3 °C (93.7 °F). Найхолодніший місяць — грудень, із середньою температурою 9 °С (48.2 °F).
| Клімат Бейкера          | Клімат Бейкера | Клімат Бейкера | Клімат Бейкера | Клімат Бейкера | Клімат Бейкера | Клімат Бейкера | Клімат Бейкера | Клімат Бейкера | Клімат Бейкера | Клімат Бейкера | Клімат Бейкера | Клімат Бейкера | Клімат Бейкера |
| Показник                | Січ.           | Лют.           | Бер.           | Квіт.          | Трав.          | Черв.          | Лип.           | Серп.          | Вер.           | Жовт.          | Лист.          | Груд.          | Рік            |
| Абсолютний максимум, °C | 26,7           | 33,3           | 35,6           | 41,1           | 46,7           | 48,3           | 51,1           | 51,1           | 46,1           | 43,3           | 33,3           | 27,8           | 51,1           |
| Середній максимум, °C   | 17,3           | 20,3           | 24,9           | 29,1           | 35             | 40,5           | 43,6           | 42,2           | 37,8           | 30,6           | 22,7           | 16,9           | 30,1           |
| Середня температура, °C | 9,4            | 12,3           | 16,3           | 19,9           | 25,7           | 30,9           | 34,3           | 33,1           | 28,6           | 21,6           | 14,3           | 9              | 21,3           |
| Середній мінімум, °C    | 1,5            | 4,2            | 7,6            | 10,9           | 16,3           | 21,3           | 25             | 23,9           | 19,4           | 12,6           | 6,1            | 1,1            | 12,5           |
| Абсолютний мінімум, °C  | −10,6          | −6,1           | −4,4           | 1,1            | 3,3            | 6,1            | 11,7           | 12,2           | 5,6            | 0              | −5             | −10            | −10,6          |
| Норма опадів, мм        | 13             | 19             | 14             | 5              | 3              | 2              | 6              | 12             | 9              | 6              | 8              | 10             | 107            |
| Днів з опадами          | 3              | 3              | 3              | 1              | 1              | 0              | 1              | 2              | 1              | 1              | 2              | 2              | 20             |
| ----------------------- | -------------- | -------------- | -------------- | -------------- | -------------- | -------------- | -------------- | -------------- | -------------- | -------------- | -------------- | -------------- | -------------- |
| Джерело: Weatherbase    |                |                |                |                |                |                |                |                |                |                |                |                |                |

## Демографія
Згідно з переписом 2010 року, у переписній місцевості мешкало 735 осіб у 215 домогосподарствах у складі 168 родин. Густота населення становила 106 осіб/км².  Було 303 помешкання (44/км²).
Расовий склад населення:
| - 41,1 % — білих - 1,9 % — вихідців з тихоокеанських островів - 1,4 % — азіатів - 0,7 % — корінних американців - 0,1 % — чорних або афроамериканців - 51,7 % — осіб інших рас |

До двох чи більше рас належало 3,1 %. Частка іспаномовних становила 68,3 % від усіх жителів.
За віковим діапазоном населення розподілялося таким чином: 37,7 % — особи молодші 18 років, 59,4 % — особи у віці 18—64 років, 2,9 % — особи у віці 65 років та старші. Медіана віку мешканця становила 26,1 року. На 100 осіб жіночої статі у переписній місцевості припадало 113,7 чоловіків;  на 100 жінок у віці від 18 років та старших — 111,1 чоловіків також старших 18 років.
Середній дохід на одне домашнє господарство  становив 38 522 долари США (медіана — 30 750), а середній дохід на одну сім'ю — 38 853 долари (медіана — 33 958). Медіана доходів становила 27 261 долар для чоловіків та 16 000 доларів для жінок. За межею бідності перебувало 23,0 % осіб, у тому числі 24,5 % дітей у віці до 18 років та 100,0 % осіб у віці 65 років та старших.
Цивільне працевлаштоване населення становило 379 осіб. Основні галузі зайнятості: мистецтво, розваги та відпочинок — 57,3 %, роздрібна торгівля — 21,9 %, будівництво — 10,8 %, освіта, охорона здоров'я та соціальна допомога — 4,5 %.